# 모란
모란(牡丹, Paeonia suffruticosa, 영어: Chinese mudan)은 작약과의 잎지는 떨기나무이다. 그 꽃을 이르는 말이기도 하며, 중국 북서부 원산이다.

## 생태
높이는 1-2m이고 한국에서는 함경북도를 제외한 각처에서 재배한다. 나무껍질은 흑회색이며, 가지는 굵고 털이 엷으며 성기게 갈라진다. 잎은 어긋나며 2회3출 깃꼴겹잎이다. 작은잎은 달걀꼴 또는 달걀꼴 바소꼴로 길이 5-10cm이다. 뒷면은 잔털이 있고 흰색을 띤다. 5월에 새가지 끝에 흰색 또는 빨간 자줏빛이 도는 꽃이 한 개 핀다. 꽃의 지름은 10-17cm이며 5-8장의 꽃잎이 달린다. 꽃잎은 거꿀달걀꼴로 가장자리에 불규칙한 톱니가 있다. 수술은 많고 암술은 3-5개이며, 씨방은 밑부분이 꽃턱으로 둘러싸여 있다. 열매는 달걀꼴의 대과(袋果)로서 노란 갈색의 짧은 털이 빽빽이 나며, 10월에 익어 안쪽이 세로로 갈라진다.

## 품종과 재배
많은 원예품종이 있으며, 꽃의 색깔은 흰색·담홍·주홍·보라·암자홍·노랑 등이 있다. 번식은 접붙이기·포기나누기·씨뿌리기로 한다. 이식의 적기는 8월 하순-9월이며 배수가 잘되는 사질양토에서 잘 자라며 내한성이 있다.

## 쓰임새
뿌리의 껍질은 목단피라 하여 한방에서는 소염·진통제로서 총수염·월경통·부스럼 등의 치료에 사용한다. 목단피의 주된 화학성분은 Paeonol이라는 phenolic compound로써 렛에서 알츠하이머 증상 개선효과, 항 돌연변이 활성, 심근경색 완화효과 등 기초적인 수준의 과학적 연구결과가 보고되어 있다.

## 유래
6~7세기부터는 원예품종이 만들어지기 시작한 것으로 알려졌으며, 현재 세계적으로 200종류를 넘는 많은 재배품종이 있다. 중국 원산의 낙엽활엽관목으로 우리나라에는 1500년 전에 도입된 식물로, 중국 이름 목단에서 유래된 것이다. 즉 목단이 모단->모란으로 변한 것인데, 이것은 ㄷ음이 ㄹ음으로 바뀌는 것, 즉 한자에의 우리말 귀화현상에 의한 것이다.

## 한국 문화 속 모란
모란은 예로부터 부귀의 상징으로 여겨왔다. 설총의 〈화왕계〉에서도 모란은 꽃들의 왕으로 등장하고 있다. 강희안은 그의 저서 《양화소록(養花小錄)》에서 화목 9등품론이라 하여 꽃을 9품으로 나누고 그 품성을 논할 때, 모란은 부귀를 취하여 2품에 두었다. 이와 같은 상징성에 의하여 신부의 예복인 원삼이나 활옷에는 모란꽃이 수놓아졌고, 선비들의 소박한 소망을 담은 책거리 그림에도 부귀와 공명을 염원하는 모란꽃이 그려졌다. 왕비나 공주와 같은 귀한 신분의 여인들의 옷에는 모란무늬가 들어갔으며, 가정집의 수병풍에도 모란은 빠질 수 없었다. 또 미인을 평함에 있어서도, 복스럽고 덕있는 미인을 활짝 핀 모란꽃과 같다고 평하였다.

모란꽃

### 선덕여왕설화
당 태종이 신라와 협약을 맺기 위해 덕만공주(진평왕 시기)에게 모란꽃 그림 한 점과 모란씨 석 되(한국 최초 모란꽃)를 보냈는데 그것을 본 덕만공주는“꽃은 화려하다. 허나, 꽃에 벌이 없으니 향기가 없겠구나”라고 말하였다. 나중에 핀 모란 꽃은 실제로 향기가 없었다고 전해진다.
선덕여왕 설화와는 달리 모란에는 은은한 향기가 있다.

### 분청사기
- 분청사기 상감모란양류문 병 - 보물 제1541호